# Schellenschmied

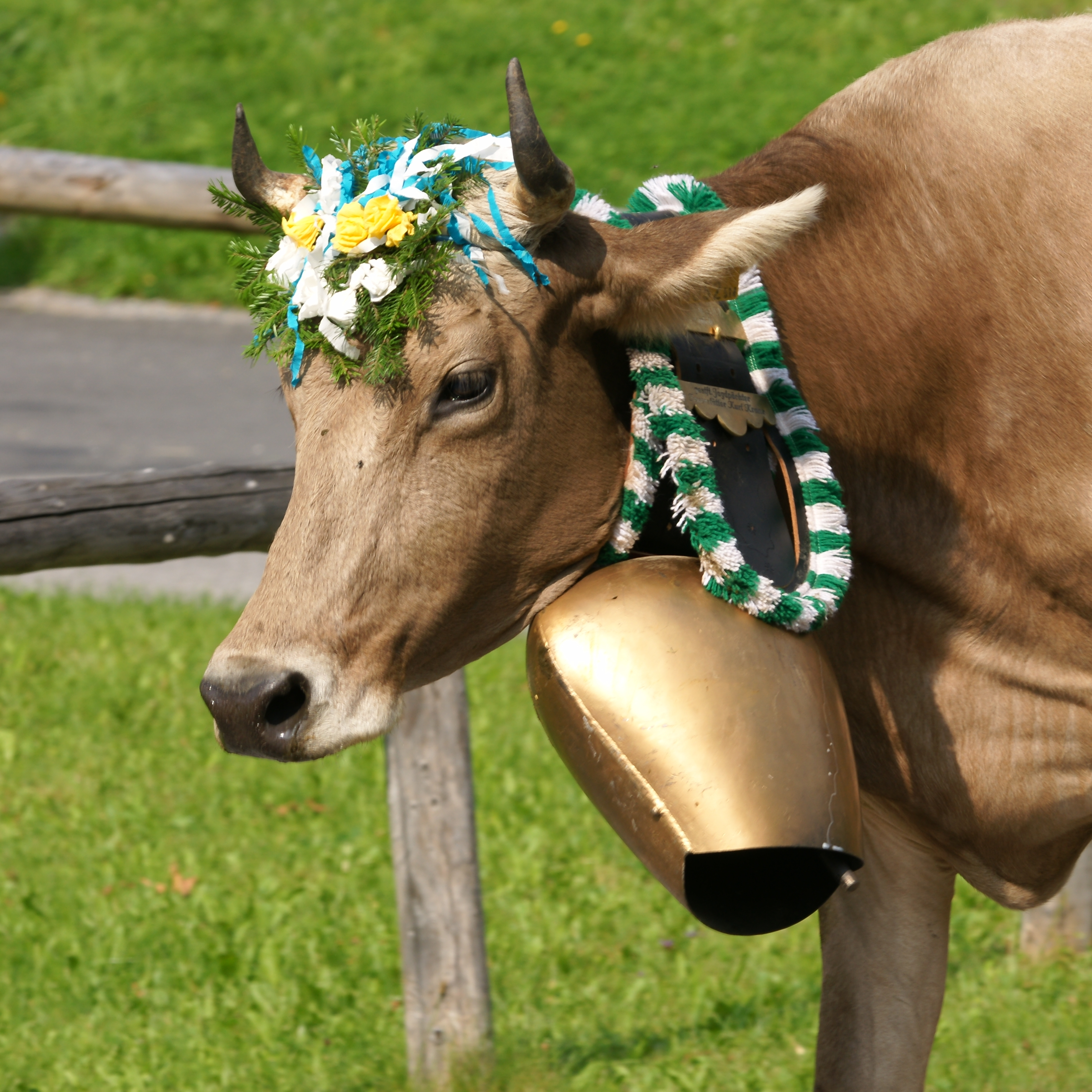
Geschweißte Schelle

Der Schellenschmied ist ein Handwerker, der Schellen herstellt.
Der Beruf wird heute nur noch in den Alpenländern ausgeübt, und zwar zur Herstellung von Viehschellen für Kühe und andere Tiere, wie Ziegen oder Pferde. Das alte Handwerk wurde schon im Mittelalter überall ausgeübt. Im Gegensatz zu Schellen, die aus Blechen geschmiedet werden, gibt es die Glocken, die aus Metall gegossen werden.
Eisen-, Kupfer- oder Messingblech wird so lange geschmiedet, bis es die entsprechende Dicke annimmt. Dann wird das Blech an der Seite zu einer Schellenform zusammengeschweißt oder -genietet. Die Formen sind regional unterschiedlich. Die Schellen haben meist einen Überzug aus Kupfer oder Messing, der sie vor Korrosion schützt und ihnen einen besseren Klang verleiht.